# Annexe (comptabilité)
Pour les articles homonymes, voir Annexe.
Une annexe est un document joint au bilan et au compte de résultat qui en explique le détail et les variations d'un exercice à l'autre. Une annexe fait à ce titre partie intégrante des états financiers.

## Enjeux de l'annexe
L'annexe est un document d’origine anglaise obligatoire aux comptes annuels selon le PCG 1982 (art 511), qui sert de complément et commentaire au bilan et au compte de résultat (corrections, explications d'une influence significative...). Elle comporte toutes les informations d'importance significative destinées à compléter et à commenter celles données par le bilan et par le compte de résultat.
Elle permet de détailler les informations comptables non explicitées normalement par le bilan et le compte de résultat afin de fournir une image fidèle aux tiers.

## Caractéristiques de l'annexe

### Qualité et problèmes relatifs à l'annexe
Il faut être clair et aussi succinct que possible (une petite phrase en dit parfois plus qu’un tableau AMF 01/86)

Il faut chercher la solution de facilité : reproduire la liasse fiscale donne une certaine lourdeur.

Il faut viser une présentation classique : indiquer les faits caractéristiques, les principes, règles et méthodes comptable, les notes sur le bilan, les notes sur le compte de résultat, et d'autres informations si nécessaire.
Il peut y avoir un problème de confidentialité (possibilité d’omettre selon la 4e directive la liste des filiales et participations et la ventilation du Chiffre d’affaires.)

### Caractéristiques selon les normes internationales (IAS/IFRS)
Dans les normes internationales d'information financière, la norme IAS 1 oblige les entreprises à élaborer une annexe aux comptes, comprenant notamment une déclaration de conformité et l'énoncé des évaluations choisies. Des évaluations doivent être explicitées : le coût des emprunts, les contrats à long terme, les contrats de location, les frais de recherche et développement. De plus, un état des créances et dettes, les impôts différés, ainsi que les engagements hors bilan doivent être indiqués.

### Caractéristiques selon le plan comptable français

#### Caractéristiques générales
Il n'existe aucune règle générale d’établissement ni de notion d’information significative. Les annexes doivent être présentées au Conseil d'administration ou au directoire (c.com L232 et 233.16) pour les sociétés anonymes. Elles peuvent s'accompagner d'un rapport de gestion qui est un document de synthèse donnant l’ensemble des informations significatives portant sur les trois aspects de la gestion de la société ou du groupe (économique, juridique et social). Une inscription dans l'annexe ne peut pas se substituer à une inscription dans le bilan et le compte de résultat.
En France, l'annexe peut être présentée de manière simplifiée si l'entreprise pendant deux exercices successifs ne dépasse pas deux des trois seuils suivants : chiffres d'affaires < ou = 7 300 000 €, total bilan < ou = 3 650 000 €, et nombre de salariés < ou = à 50.

#### Composantes principales de l'annexe
Explications concernant :

Certaines charges financières.

Les actifs et passifs relevant de plusieurs postes.

Les détails concernant les frais de développement à l'actif (dont amortissements, valeur comptable) et charges de frais de recherche.

Les immobilisations incorporelles.

Les primes de remboursement d'emprunts obligataires.

Les comptes de régularisation.

Les crédits-baux.

Les effets escomptés non échus EENE (risque de non-paiement).

Les provisions pour retraite.

Les garanties (sûretés réelles).

Les engagements pour retraite.
Les faits d'importances significatives expliquant le bilan et compte de résultat.